# Jenny Lindbäck
Pour les articles homonymes, voir Jonsson.
Jenny Lindbäck, née Jonsson le 30 août 1987 à Helgum (sv), dans la commune de Sollefteå, est une biathlète suédoise.

## Biographie
Elle est la sœur d'Helena Jonsson, également biathlète de l'équipe nationale de Suède.
Licenciée au club de Sollefteå, Jenny Jonsson commence sa carrière internationale junior en 2004, où elle figure aux Championnats du monde jeunesse. En novembre 2007, elle atteint ses premiers podiums àl'occasion des deux courses de la Coupe d'Europe junior à Torsby (dont une victoire sur le sprint), avant de faire ses débuts en Coupe du monde en février 2008 à Pyeongchang. Environ un an plus tard, elle inscrit ses premiers points pour la Coupe du monde à l'étape de Whistler, où elle est 18e de l'individuel. Durant la saison 2010-2011, elle gagne avec ses coéquipières Anna Carin Olofsson, Anna Maria Nilsson et Helena Ekholm le relais d'Oberhof. Elle obtient ensuite sa première sélection pour des championnats du monde à l'occasion de ceux de Khanty-Mansiïsk. Cet hiver 2010-2011 correspond à sa meilleure saison en manière de résultats, étant 50e du classement général de la Coupe du monde et quatorzième du sprint d'Antholz-Anterselva, son meilleur résultat dans l'élite.
En 2013 et 2014, elle est essentiellement limitée à participer à l'IBU Cup, deuxième division du biathlon, avant de prendre sa retraite sportive.
En 2015, elle se marie avec Markus Lindbäck.

### Championnats du monde
| Épreuve / Édition | Khanty-Mansiïsk 2011 | Ruhpolding 2012 | Nove Mesto 2013 |
| Sprint            | -                    | 59e             | 100e            |
| Poursuite         | -                    | 49e             | -               |
| Mass start        | -                    | -               | -               |
| Individuel        | 36e                  | 58e             |                 |
| Relais            | 6e                   | 5e              | -               |
| Relais mixte      | -                    | -               | 14e             |

### Coupe du monde
- Meilleur classement général : 49e en 2011.
- 2 podiums en relais : 1 victoire et 1 deuxième place.
- Meilleur résultat individuel : 14e

#### Classements en Coupe du monde
| Saison    | Classement général final | Individuel | Sprint | Poursuite | Mass start |
| 2008-2009 | 80e                      | 50e        |        |           |            |
| 2009-2010 | 86e                      | 76e        | 80e    | 74e       |            |
| 2010-2011 | 49e                      | 53e        | 41e    | 72e       | 43e        |
| 2011-2012 | 61e                      | 20e        | 78e    | 67e       |            |